# Ichihara
Ichihara (japanisch 市原市, -shi) ist eine japanische Großstadt in der Präfektur Chiba.

## Geographie
Die Stadt liegt südöstlich von Tokio, südlich von Chiba und nördlich von Kisarazu auf der Bōsō-Halbinsel an der Bucht von Tokio.

## Übersicht
Ichihara war in der Edo-Zeit Poststation an der Überlandstraße Kisarazu kaidō. Heute gehört die Stadt zur „Keiyō Industrial Region“ (京葉工業地域; Keiyō kōgyō chiiki), wobei „Kei“ (京) für die Bucht von Tokio steht, und „yō“ (葉) die Präfektur Chiba steht. Hauptindustriezweige sind Öl und Schiffsbau. Die östlichen Gebiete sind weiterhin Wohn- und Landwirtschaftsbereiche.

### Angrenzende Städte und Gemeinden
- Chiba
- Kisarazu
- Kimitsu
- Sodegaura
- Mobara

## Geschichte
Die Stadt wurde am 1. Mai 1963 gegründet.

## Sport
- Fußball:
  - JEF United Ichihara Chiba

## Verkehr
- Straße:
  - Tateyama-Autobahn
  - Nationalstraße 16
  - Nationalstraße 297,409
- Zug:
  - JR Uchibō-Linie nach Chiba
  - Kominato-Eisenbahn

## Städtepartnerschaften
- Mobile, Vereinigte Staaten, seit 1993

## Persönlichkeiten

### Söhne und Töchter der Stadt
- Aoi Ando (* 2005), Fußballspieler
- Takahiro Aō (* 1984), Boxer
- Hiroshi Aoyama (* 1981), Motorradrennfahrer
- Shūhei Aoyama (* 1984), Motorradrennfahrer
- Jun’ya Imase (* 1993), Fußballspieler
- Tomohiko Murayama (* 1987), Fußballspieler
- Dai Okada (* 1985), Fußballspieler
- Yūya Torikai (* 1988), Fußballspieler